# Нарышкина, Надежда Ивановна
Наде́жда Ива́новна Нары́шкина (урождённая баронесса Кнорринг; во Франции известна под именем Надин Дюма, Nadine Dumas; 19 ноября (1 декабря) 1825 — 14 апреля 1895) — светская «львица», возлюбленная А. В. Сухово-Кобылина и супруга Александра Дюма-сына. Фигурировала в громком деле об убийстве, связанном с именем Сухово-Кобылина.

## Биография
Надежда Ивановна Кнорринг была единственной дочерью гвардии полковника в отставке барона Ивана Фёдоровича Кнорринга (1795—1855) и Ольги Фёдоровны Беклешовой. Будучи наследницей солидного состояния и, по мнению А. Моруа, «проведя годы юности в глуши», Надежда Ивановна была представлена свету и сразу же «привлекла внимание незаурядной внешностью, хорошим воспитанием и светской непринуждённостью».

### Первый брак
Среди претендентов на руку девушки оказался и Александр Григорьевич Нарышкин (17.03.1818—1856/1864), внук сенатора И. А. Нарышкина и его супруги Е. А. Строгановой. В письме от 19 января 1846 года М. А. Лопухина сообщала:

Госпожа Валуа конечно же объявила тебе про женитьбу своего брата. Завтра свадьба, она будет роскошна. Невеста довольно хороша, не то чтобы красива, но изящна, резва, о, весьма резва и очень умна. Я думаю, что славному малому нелегко с нею придется, ведь будучи единственной дочерью, она довольно своевольна и избалована, она, говорят, не без норова. Весной они едут в чужие края и проживут там, думаю, пару лет. Вероятно, они заедут и в Стутгарт, чтобы навестить госпожу Валуа.— 
Брак, действительно, оказался несчастливым. Родив в 1847 году дочь, Надежда Ивановна вернулась к светским развлечениям. Е. М. Феоктистов писал: «В это время в московском monde’e засияла новая звезда — Надежда Ивановна Нарышкина, урождённая Кноринг, которая многих положительно сводила с ума; поклонники этой женщины находили в ней прелесть, на мой же взгляд, она далеко не отличалась красотой: небольшого роста, рыжеватая, с неправильными чертами лица, она приковывала, главным образом, какою-то своеобразною грацией, остроумной болтовней, тою самоуверенностью и даже отвагой, которая свойственна так называемым „львицам“».
По словам Б. Чичерина, у Нарышкиной «лицо было некрасивое, и даже формы не отличались изяществом; она была вертлява и несколько претенциозна; но умна и жива, с блестящим светским разговором. По обычаю львиц, она принимала у себя дома, лежа на кушетке и выставляя изящно обутую ножку; на вечера всегда являлась последнею, в 12 часов ночи. Скоро, однако, её поприще кончилось трагедией».

### Роман с Сухово-Кобылиным
В 1850 году Надин встретилась с блестящим красавцем Александром Васильевичем Сухово-Кобылиным (1817—1903), имевшим репутацию донжуана. По мнению Феоктистова, «такие люди, отличающиеся мужественной красотой, самоуверенные до дерзости, с блестящим остроумием, но вместе с тем совершенно бессердечные, производят обаятельное впечатление на женщин. Александр Кобылин мог похвастаться целым рядом любовных похождений, но они же его и погубили». С 1842 года на содержании у Сухово-Кобылина находилась француженка Луиза Симон-Деманш. Он снабдил девушку капиталом в 60 000 рублей серебром, открыл на её имя торговлю бакалеей и шампанским, а также ежедневно присылал ей 3 золотых полуимпериала. Для неё был арендован первый этаж дома графа Гудовича с самом центре Москвы на углу Тверской и Брюсова переулка, и выделена многочисленная прислуга из крепостных Сухово-Кобылина. Мадемуазель Деманш была знакома с его матерью и сёстрами и оказывала им услуги (Мария Ивановна считала Луизу «доброй и прекрасной женщиной»), но в свете свою связь с француженкой Александр Васильевич не афишировал. При этом он продолжал «увлекаться женщинами и, в свою очередь, увлекать женщин», вызывая бешеную ревность Луизы Ивановны. Любовники часто и бурно ссорились, но до полного разрыва не доходило.

Появление Надин изменило ситуацию. Писательница Евгения Тур, — сестра А. В. Сухово-Кобылина, — писала брату: «Я знаю, что, предавшись другой любви, которая, по-моему, не имеет будущности, ты разорвёшь сердца этих женщин, обе они будут несчастны. Не знаю, которая из них будет несчастней. … Лучше заглушить эту страсть в зародыше». Между тем Нарышкина засыпала Сухово-Кобылина письмами, используя своего мужа в качестве посыльного: «Надеюсь, ничто не заставило переменить Ваше намерение приехать в Сабурово и что мы будем иметь удовольствие видеть Вас». Вскоре слухи о их связи не только распространились в свете, но и достигли Луизы, которая была вынуждена следить за неверным любовником, давая сопернице лишний повод унизить себя. 
Проходя мимо окна, хозяйка дома увидела при свете костров, которые горели по тогдашнему обыкновению для кучеров, на противоположном тротуаре кутавшуюся в богатую шубу женщину, пристально смотревшую в окна. Женщина узнала в ней Симон-Деманш, сплетни о безумной ревности которой ходили тогда по Москве. Ей пришла в голову женская злая мысль. Она подозвала Сухово-Кобылина, сказала, что ушла сюда, в нишу окна, потому что ей жарко, отворила огромную форточку и поцеловала ничего не подозревавшего ухаживателя на глазах у несчастной Симон-Деманш.
В ноябре 1850 года тело зверски убитой с перерезанным горлом и следами жестоких побоев Луизы было найдено на Ходынском поле. Главным подозреваемым стал А. В. Сухово-Кобылин. В своих показаниях он сообщил, что день «7-го ноября проведён мною в кругу моего семейства, а вечер — в доме губернского секретаря Александра Нарышкина, где встретил я до 15-ти знакомых мне лиц; после ужина во 2-м часу ночи оставили мы дом его и я, возвратясь к себе около двух часов, лёг спать». Вскоре под подозрение попала и Надежда Ивановна: по Москве ходили слухи, что Луиза застала Надин в доме своего любовника и напала на неё. Защищая Нарышкину, Александр Васильевич ударил мадемуазель Деманш тяжёлым подсвечником. По другой версии, именно Нарышкина наняла слуг, чтобы избавиться от соперницы. Л. Н. Толстой писал тётушке Татьяне Ергольской: 

Некто Кобылин содержал юную госпожу Симон, которой дал в услужение двух мужчин и одну горничную. Этот Кобылин был раньше в связи с госпожой Нарышкиной, рождённой Кнорринг, женщиной из лучшего московского общества и очень на виду. Кобылин продолжал с ней переписываться, несмотря на связь с госпожой Симон. И вот в одно прекрасное утро госпожу Симон находят убитой, верные улики показывают, что убийца — её собственные люди. Это куда ни шло, но при аресте Кобылина полиция нашла письма Нарышкиной с упрёками, что он её бросил, и с угрозами по адресу госпожи Симон. Таким образом, и с другими возбуждающими подозрение причинами, предполагают, что убийцы были направлены Нарышкиной.— 
В своих мемуарах Феоктистов отмечал, что «скандал был чрезвычайный», а «Нарышкина сделалась притчей во языцех». Московский генерал-губернатор А. А. Закревский дал разрешение на допрос Надежды Ивановны, после которого она спешно покинула Россию. В своём дневнике Сухово-Кобылин записал 1 января 1851 года: «Отъезд NN. Я живу наверху. Приезд дяди — идём наверх. Его равнодушие при известии. Дело-злодеяние, повальный обыск. Я один! NN уехала…». Расследование убийства длилось ещё несколько лет, но доказать причастность к нему Сухово-Кобылина и Надин не удалось.
Впоследствии Александр Васильевич неоднократно навещал в Париже Нарышкину и их дочь, родившуюся в 1851 году и названную в честь Луизы Симон-Деманш. Но, собираясь жениться в 1859 году на баронессе Мари де Буглон, девушке из старинной и почтенной французской семьи, Сухово-Кобылин записал в дневнике: «После обеда объяснение. Обещание не видеть ни дочь свою, ни NN».

### В Париже
Во Франции Надин сблизилась с графиней Лидией Нессельроде и Марией Калергис. «Ослепительное трио славянских красавиц» образовало в Париже «нечто вроде неофициального посольства». По мнению А. Моруа, «в России царь, мужья, семья обязывали их соблюдать определённую осторожность. В Париже они вели себя, словно сорвались с цепи».
Двери салона Надежды Нарышкиной были открыты для государственных деятелей, писателей и артистов. Среди поклонников «сирены с зелёными глазами» оказался и герцог де Морни, брат императора Наполеона III. Л. П. Гроссман писал: «Этот виднейший государственный деятель Второй Империи был отчасти и драматургом. Первые чтения его водевилей происходили, по словам его биографа, в интимной обстановке, при закрытых дверях, у госпожи Нарышкиной, рождённой баронессы Кнорринг <…> знатной русской дамы, отличавшейся оригинальными привычками, вечно оживлённой, превращавшей ночь в день, проводившей время за книгой, курением или беседой, в полном согласии со своим весёлым характером и возбуждённым шаловливым умом».

### Дюма. Второй брак
Сближение Надин с Александром Дюма произошло после того, как её подруга графиня Нессельроде попросила сообщить писателю о разрыве их связи. Едва расставшись с одной замужней русской аристократкой, Дюма увлёкся её наперсницей. Он писал Жорж Санд: «Больше всего я люблю в ней то, что она целиком и полностью женщина, от кончиков ногтей до глубины души… Это существо физически очень обольстительное — она пленяет меня изяществом линий и совершенством форм. Всё нравится мне в ней: её душистая кожа, тигриные когти, длинные рыжеватые волосы и глаза цвета морской волны…».
Несмотря на то, что Дюма был нежно привязан к Надежде и её старшей дочери Ольге, называя их «Великороссией» и «Малороссией», связь их была мучительна. Свою цель драматург видел в «перевоспитании этого прекрасного создания», испорченного «своей страной, своим воспитанием, своим окружением, своим кокетством и даже праздностью…». Немалые переживания у Дюма вызывала и невозможность узаконить отношения: Нарышкин отказывался дать жене развод. Раз в год Надежда Ивановна вынуждена была возвращаться в Россию, чтобы получить разрешение на проживание за границей «для лечения больных легких». Ольга Нарышкина была ещё одним препятствием. Принадлежа к знатному роду, она могла рассчитывать на блестящую партию, но неблагоразумное поведение матери лишало её этого шанса, вынуждая любовников «ждать её замужества, или хотя бы того времени, когда она сможет сознательно от него отказаться». Пока же мать и дочь поселились в Булонском лесу, в доме, который сообщался с владениями Дюма, что позволяло «жить у себя, и приличия будут соблюдены».
Заботясь о дочери и внучке, мать Надин от имени своего мужа И. Кнорринга в 1853 году приобрела виллу «Санта-Мария», сейчас более известную как «вилла Нарышкиной», где поселился также А. Дюма. Спустя шесть лет Надин продала виллу в Люшоне и сняла замок Вильруа недалеко от Клери. Хотя в нём насчитывалось 44 комнаты, Надежда Ивановна жила в одной комнате с дочерью Ольгой, опасаясь её похищения отцом. Скрываясь в провинции, Надин родила внебрачную дочь от Дюма.
Смерть первого мужа, случившаяся в Сьёзе 26 мая 1864 года, наконец-то позволила Надин и Дюма узаконить отношения. Скромное бракосочетание состоялось 3 февраля 1865 года в присутствии Александра Дюма-отца и Катрины Лабе, родителей жениха. Однако начавшаяся семейная жизнь не принесла покоя в их отношения. Надин была «то равнодушной, то неистовой». Она ревновала Дюма к всякой молодой женщине из окружавшей писателя толпы поклонниц. Желание продолжить династию Дюма-внуком вынуждало Надин проводить по несколько месяцев лёжа в постели, но желанный наследник громкого имени так и не родился. Кроме появившейся на свет в 1867 году дочери, остальные беременности мадам Дюма заканчивались выкидышами. Всё это делало жизнь с Надин невыносимой, супруги всё больше отдалялись друг от друга. У неё случались приступы чёрной тоски, отчаяния и ревности, граничившие с безумием.
О том, как выглядела госпожа Дюма в 50 лет, позволяет судить мраморный бюст Карпо из собрания музея Гетти. В 1891 году Надежда Ивановна покинула мужа и поселилась у своей дочери Колетт, но Дюма не смел потребовать развода у женщины, у которой врачи определили неизлечимую душевную болезнь.
Вот уже двадцать восемь лет, как я имел глупость исполнить свой долг: это едва не стоило мне жизни и, что ещё страшнее, разума, но меня спасло сознание, что я чему-то посвятил себя…
Надежда Ивановна скончалась 2 (14) апреля 1895 года в доме своей дочери на авеню Ньель и была похоронена в Нёйи-сюр-Сен рядом со свекровью.

## Потомки
В браке с А. Г. Нарышкиным имела единственную дочь Ольгу Александровну (13.08.1847, Париж—1927), которая в 1872 году вышла замуж за маркиза Шарля Константа Николя де Тьерри де Фалетана (1842—1911). А. Моруа писал: «… едва достигнув совершеннолетия, обвенчалась с неким охотником за приданым, расточительным и развращённым. От этого злосчастного брака родились две девочки, а отец семейства понемногу проматывал наследство Нарышкина».
От связи с А. В. Сухово-Кобылиным родилась дочь Луиза Вебер (1851—1930-е), носившая после признания в 1883 году отцом имя Луизы Александровны Сухово-Кобылиной. В детстве жила в семье Нарышкиной и Дюма на правах «воспитанницы». В 1889 году вышла замуж за младшего брата маркиза де Фалетана, капитана Исидора Жана Мари де Тьерри де Фалетана (1845—1896). Отец оставил ей имение Кобылинку и виллу Ma Maisonnette во Франции, а также завещал издание своих книг.
От А. Дюма имела двух дочерей. Старшая, Мари-Александрин-Анриетта или «Колетта» (1860—1907), родилась до заключения брака и была записана дочерью «рантьерки Натали Лебефюр» и неизвестного отца. Девочка была взята на «воспитание» Нарышкиной, а позднее — 31 декабря 1864 года — официально удочерена. В 1880 году вышла замуж за Мориса Липпманна (1847—1923). От этого брака имела двух сыновей: Александра и Сержа. В 1892 году брак распался, а в 1897 году Колетта вышла замуж вторично за румынского врача Ашиля Матца (1872—1937). Вторая дочь, Мари-Ольга-Жанна Дюма или «Жанина» (1867—1943), состояла в браке с офицером Эрнестом Лекуром д’Отеривом (1864—1957).

## В кино
В 1991 году Леонид Пчёлкин снял фильм «Дело Сухово-Кобылина». В роли Надежды Нарышкиной — Юлия Меньшова. Юрий Беляев — Александр Васильевич Сухово-Кобылин, Елена Яковлева — Луиза Симон-Деманш.

### Комментарии
1. ↑  В статье И. В. Сахарова «Русская жена Александра Дюма-сына: Надежда Ивановна Нарышкина, урождённая Кнорринг (1826—1895), её дети и внуки», опубликованной в 2004 году в «Известиях русского генеалогического общества», год рождения Нарышкиной 1826, в ряде источников встречается 1827.
2. ↑  Баронесса Мария Григорьевна Валуа, урождённая Нарышкина (15.03.1819—04.02.1848), крещена 24 марта 1819 года в Владимирском соборе при восприемстве А. П. Римского-Корсакова и В. И. Неклюдовой; умерла от чахотки в Штутгарте.
3. ↑  В книге «Три Дюма» Моруа, а вслед за ним и ряд авторов псевдоисторических романов называют причиной разлада «зрелые лета» Нарышкина: «… она почти девочкой была выдана замуж за старого князя Александра Нарышкина»[2]. В год венчания  Александру Григорьевичу было 28 лет, его невесте — 21. Князем, как и все Нарышкины, он не был.
4. ↑  брат матери, Н. И. Шепелев
5. ↑   Дочь графа А. А. Закревского и невестка канцлера К. В Нессельроде, крестница императора Николая I. С 1847 года - супруга графа Дмитрия Карловича Нессельроде (1816—1891). Оставив мужа и новорождённого сына Анатолия (1850—1923), поселилась в Париже, где вела свободный образ жизни. В 1859 году без развода с Нессельроде стала женой князя Д. В. Друцкого-Соколинского, но этот брак был признан незаконным по определению Св. Синода. Вспыхнувший скандал стал предлогом для отставки её отца.